# Liste der Stolpersteine in Trastevere

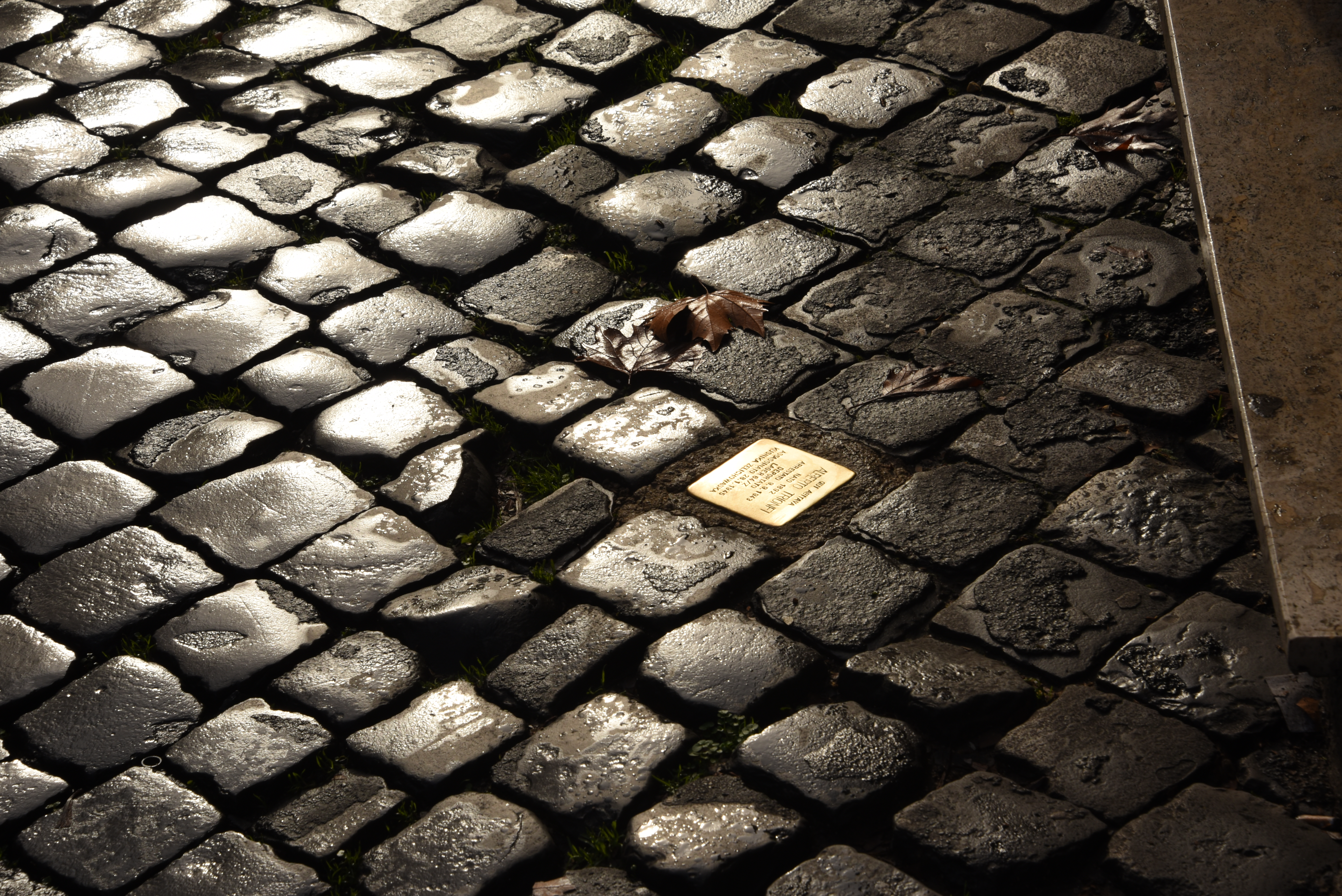
Stolperstein in Trastevere

Die Liste der Stolpersteine in Trastevere enthält die Stolpersteine, die vom Kölner Künstler Gunter Demnig in Trastevere, einem Rione in Rom, Teil des Municipios I,        verlegt wurden. Stolpersteine erinnern an das Schicksal der Menschen, die von den Nationalsozialisten ermordet, deportiert, vertrieben oder in den Suizid getrieben wurden.
Stolpersteine liegen im Regelfall vor dem letzten selbstgewählten Wohnsitz des Opfers. Die ersten Verlegungen in Rom erfolgten am 28. Januar 2010. Die italienische Übersetzung des Begriffes Stolpersteine lautet: pietre d’inciampo.

## Liste der Stolpersteine
In Trastevere, dem Rione XIII von Rom, wurden bisher 34 Stolpersteine an 17 Adressen verlegt.
Die Tabelle ist teilweise sortierbar; die Grundsortierung erfolgt alphabetisch nach dem Familiennamen.
| Stolperstein | Übersetzung | Verlegeort                 | Name, Leben             |
| ------------ | --- | -------------------------- | ----------------------- |
|              | HIER WOHNTE ITALIA ASTROLOGO GEBOREN 1880 VERHAFTET 16.10.1943 DEPORTIERT AUSCHWITZ ERMORDET 23.10.1943                                                      | Via della Luce, 20         | Italia Astrologo        |
|              | VON HIER WURDE DEPORTIERT PASKVALA BLESEVIC GEBOREN 1920 AUS POLITISCHEN GRÜNDEN VERHAFTET 28.12.1943 DEPORTIERT KZ MAUTHAUSEN GESTORBEN 19.4.1945 GUSEN     | Via della Lungara, 29      | Paskvala Blazevic       |
|              | VON HIER WURDE DEPORTIERT JEAN BOURDET GEBOREN 1919 AUS POLITISCHEN GRÜNDEN VERHAFTET 3.1.1944 DEPORTIERT KZ MAUTHAUSEN GESTORBEN 30.4.1945 GUSEN            | Via della Lungara, 29      | Jean Bourdet            |
|              | HIER WOHNTE BENVENUTA CALO' GEBOREN 1875 VERHAFTET 16.10.1943 DEPORTIERT AUSCHWITZ ERMORDET 23.10.1943                                                       | Via della Luce, 13         | Benvenuta Caló          |
|              | HIER WOHNTE TERESA CAMPAGNANO GEBOREN 1882 VERHAFTET 16.10.1943 DEPORTIERT AUSCHWITZ ERMORDET                                                                | Lungotevere Sanzio, 2      | Teresa Campagnano       |
|              | HIER WOHNTE ARRIGO CITONI GEBOREN 1938 VERHAFTET 16.10.1943 DEPORTIERT AUSCHWITZ ERMORDET 23.10.1943                                                         | Via Anicia, 6              | Arrigo Citoni           |
|              | HIER WOHNTE CARLO CITONI GEBOREN 1936 VERHAFTET 16.10.1943 DEPORTIERT AUSCHWITZ ERMORDET 23.10.1943                                                          | Via Anicia, 6              | Carlo Citoni            |
|              | HIER WOHNTE GIACOMO GUIDO CITONI GEBOREN 1890 VERHAFTET 16.10.1943 DEPORTIERT AUSCHWITZ UMGEKOMMEN AN EINEM UNBEKANNTEN ORT ZU EINEM UNBEKANNTEN ZEITPUNKT   | Via Anicia, 6              | Giacomo Guido Citoni    |
|              | HIER WOHNTE GIUSEPPINA ANITA CITONI GEBOREN 1940 VERHAFTET 16.10.1943 DEPORTIERT AUSCHWITZ ERMORDET 23.10.1943                                               | Via Anicia, 6              | Giuseppina Anita Citoni |
|              | HIER WOHNTE CESIRA DELLA TORRE GEBOREN 1904 VERHAFTET 16.10.1943 DEPORTIERT AUSCHWITZ ERMORDET                                                               | Lungotevere Sanzio, 2      | Cesira Della Torre      |
|              | HIER WOHNTE GIUSEPPE DI CASTRO GEBOREN 1893 VERHAFTET 29.3.1944 DEPORTIERT AUSCHWITZ ERMORDET                                                                | Via di Santa Bonosa, 25    | Giuseppe Di Castro      |
|              | HIER WOHNTE AMEDEO DI CORI GEBOREN 1927 VERHAFTET 15.4.1944 DEPORTIERT AUSCHWITZ GESTORBEN 20.1.1945 NATZWEILER                                              | Via Luciano Manara, 10     | Amedeo Di Cori          |
|              | HIER WOHNTE COSTANZA DI PORTO GEBOREN 1891 VERHAFTET 16.10.1943 DEPORTIERT AUSCHWITZ ERMORDET                                                                | Piazza di San Cosimato, 63 | Costanza Di Porto       |
|              | HIER WOHNTE BENEDETTO DI SEGNI GEBOREN 1911 VERHAFTET 4.2.1944 DEPORTIERT AUSCHWITZ BEFREIT                                                                  | Via Luciano Manara, 21     | Benedetto Di Segni      |
|              | HIER WOHNTE ABRAMO DI VEROLI GEBOREN 1881 VERHAFTET 16.10.1943 DEPORTIERT AUSCHWITZ ERMORDET 23.10.1943                                                      | Via della Luce, 20         | Abramo Di Veroli        |
|              | HIER WOHNTE AMADIO SABATO FATUCCI GEBOREN 1877 VERHAFTET 22.2.1944 ERMORDET 24.3.1944 FOSSE ARDEATINE                                                        | Lungotevere Sanzio, 2      | Amadio Sabato Fatucci   |
|              | HIER WOHNTE ANGELO FATUCCI GEBOREN 1902 VERHAFTET 16.10.1943 DEPORTIERT AUSCHWITZ ERMORDET OKTOBER 1944                                                      | Lungotevere Sanzio, 2      | Angelo Fatucci          |
|              | HIER WOHNTE ATTILIO FATUCCI GEBOREN 1935 VERHAFTET 16.10.1943 DEPORTIERT AUSCHWITZ ERMORDET 23.10.1943                                                       | Lungotevere Sanzio, 2      | Attilio Fatucci         |
|              | HIER WOHNTE GIUSEPPE GIUSTI GEBOREN 1927 AUS POLITISCHEN GRÜNDEN VERHAFTET 31.12.1943 DEPORTIERT KZ MAUTHAUSEN GESTORBEN MAI 1945 EBENSEE                    | Vicolo della Penitenza, 24 | Giuseppe Giusti         |
|              | HIER WOHNTE ADOLFO MIELI GEBOREN 1892 VERHAFTET 15.4.1944 DEPORTIERT AUSCHWITZ GESTORBEN AN EINEM UNBEKANNTEN ORT AN EINEM UNBEKANNTEN DATUM                 | Via Natale del Grande, 21  | Adolfo Mieli            |
|              | HIER WOHNTE ARMANDO MIELI GEBOREN 1929 VERHAFTET 28.4.1944 DEPORTIERT AUSCHWITZ GESTORBEN AN EINEM UNBEKANNTEN ORT AN EINEM UNBEKANNTEN DATUM                | Via Natale del Grande, 21  | Armando Mieli           |
|              | HIER WOHNTE MICHELE MIELI GEBOREN 1890 VERHAFTET 18.4.1944 DEPORTIERT AUSCHWITZ ERMORDET 30.6.1944                                                           | Via Natale del Grande, 51  | Michele Mieli           |
|              | HIER WOHNTE GIACOBBE MOSCATI GEBOREN 1874 VERHAFTET 16.10.1943 DEPORTIERT AUSCHWITZ ERMORDET 23.10.1943                                                      | Via della Luce, 13         | Giacobbe Moscati        |
|              | HIER WOHNTE REALE MOSCATI GEBOREN 1904 VERHAFTET 16.10.1943 DEPORTIERT AUSCHWITZ UMGEKOMMEN AN EINEM UNBEKANNTEN ORT ZU EINEM UNBEKANNTEN ZEITPUNKT          | Via della Luce, 13         | Giacobbe Moscati        |
|              | HIER WOHNTE ARMANDO PACE GEBOREN 1913 VERHAFTET 11.4.1944 DEPORTIERT AUSCHWITZ ERMORDET                                                                      | Piazza di San Cosimato, 63 | Armando Pace            |
|              | HIER WOHNTE LAURA ROCCAS IN CITONI GEBOREN 1908 VERHAFTET 16.10.1943 DEPORTIERT AUSCHWITZ UMGEKOMMEN AN EINEM UNBEKANNTEN ORT ZU EINEM UNBEKANNTEN ZEITPUNKT | Via Anicia, 6              | Laura Roccas in Citoni  |
|              | HIER WOHNTE AMEDEO SERMONETA GEBOREN 1903 VERHAFTET 31.3.1944 DEPORTIERT AUSCHWITZ ERMORDET 22.3.1945 FLOSSENBÜRG                                            | Piazza di San Cosimato, 40 | Amedeo Sermoneta        |
|              | HIER WOHNTE AUGUSTO SPERATI GEBOREN 1881 AUS POLITISCHEN GRÜNDEN VERHAFTET 22.12.1943 DEPORTIERT MAUTHAUSEN GESTORBEN 15.7.1944 SCHLOSS HARTHEIM             | Via Garibaldi, 38          | Augusto Sperati         |
|              | HIER WOHNTE ALBERTO SPIZZICHINO GEBOREN 1890 VERHAFTET 25.11.1943 DEPORTIERT AUSCHWITZ ERMORDET                                                              | Piazza di San Cosimato, 63 | Alberto Spizzichino     |
|              | HIER WOHNTE ANGELO SPIZZICHINO GEBOREN 1897 VERHAFTET 18.4.1944 DEPORTIERT AUSCHWITZ ERMORDET                                                                | Piazza di Santa Rufina, 2A | Angelo Spizzichino      |
|              | HIER WOHNTE EUGENIO SPIZZICHINO GEBOREN 1918 VERHAFTET 6.5.1944 DEPORTIERT AUSCHWITZ ERMORDET AN EINEM UNBEKANNTEN ORT NACH DEM 20. JANUAR 1945              | Via Goffredo Mameli, 47    | Eugenio Spizzichino     |
|              | HIER WOHNTE GIACOMO SPIZZICHINO GEBOREN 1920 VERHAFTET 1.1.1944 DEPORTIERT KZ MAUTHAUSEN ERMORDET 19.4.1945                                                  | Via Goffredo Mameli, 47    | Giacomo Spizzichino     |
|              | HIER WOHNTE NORINA SPIZZICHINO GEBOREN 1924 VERHAFTET 16.10.1943 DEPORTIERT AUSCHWITZ ERMORDET                                                               | Piazza di San Cosimato, 63 | Norina Spizzichino      |
|              | HIER WOHNTE ALBERTO TRIONFI GEBOREN 1892 VERHAFTET 9.9.1943 DEPORTIERT LAGER 64/Z ERMORDET 28.1.1945 KUSNIKA ZELICHOWASKA                                    | Via della Lungara, 61      | Alberto Trionfi         |

## Verlegedaten
- 12. Januar 2011: Lungotevere Sanzio 2, Via Garibaldi 38, Via Goffredo Mameli 47, Via Natale del Grande 21, Via Natale del Grande 51
- 10. Januar 2012: Via Anicia 6, Via della Luce 13
- 24. Januar 2012: Vicolo della Penitenza 24
- 13. Januar 2014: Via della Lungara 29
- 7. Januar 2015: Via della Luce 20
- 11. Januar 2016: Via di Santa Bonosa 25
- 11. Januar 2017: Via Luciano Manara 10
- 15. Januar 2019: Via della Lungara 61
- 13. Januar 2020: Piazza di San Cosimato 40, Via Luciano Manara 21
- 19. Januar 2021: Piazza di San Cosimato 63
- 20. Januar 2022: Piazza di Santa Rufina 2A[1]